# Со Чонджу

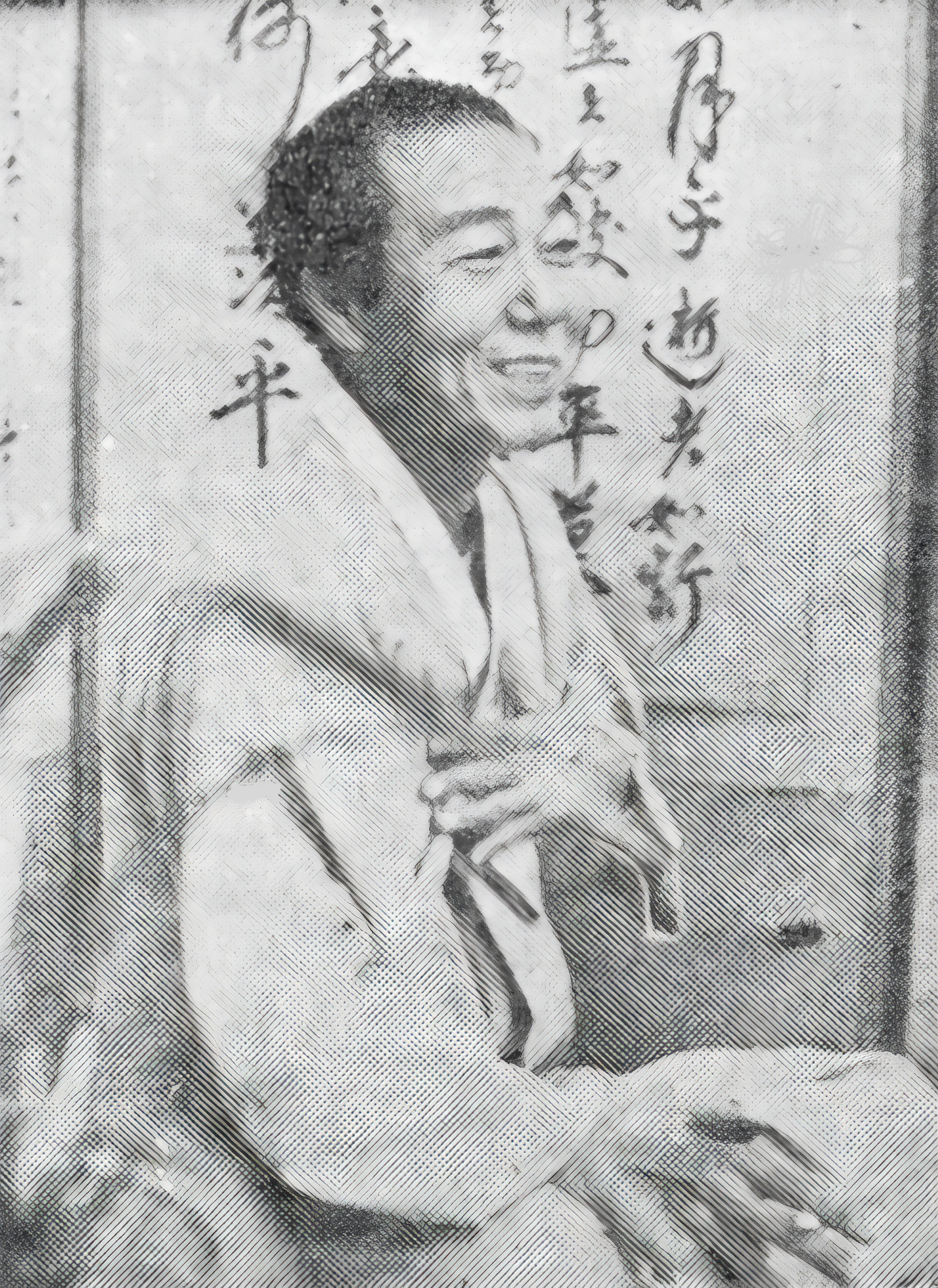
Со Чонджу

Со Чонджу, Со Чончу (кор. 서정주?, 徐廷柱?; 18 мая 1915, Кочхан, Чолла-Пукто — 24 декабря, 2000, Сеул), псевдонимы Мидан (Midang), Дацуси Сицуо (Datsushi Sitsuo) — корейский поэт (жил в Южной Корее), профессор университета, писавший под творческим псевдонимом «Мидан» («недоросль»). В Южной Корее считается лучшим корейским поэтом XX века, пять раз выдвигался (но безуспешно) на Нобелевскую премию по литературе. Опубликовал 15 книг из примерно 1000 стихотворений.

## Биография
Учился в сельской школе, затем в Буддийском колледже Джун-Ан, откуда был исключён в 1936 году. В том же году было опубликовано его первое стихотворение «Стена». Его ранние произведения были написаны в духе модернизма и сюрреализма под влиянием тогдашней европейской литературы.
В годы его молодости Корея была оккупирована Японией, и Со ЧонДжу был активным сторонником японской власти, в период до 1944 года опубликовал немало прояпонских стихотворений под японским псевдонимом Дацуси Сидзуо.
После войны с 1959 по 1979 годы был профессором литературы в различных университетах. После смерти жены в октябре 2000 года сел на голодную диету, употреблял в основном пиво, и умер через 2 месяца.